# Carl Friedrich Gauss

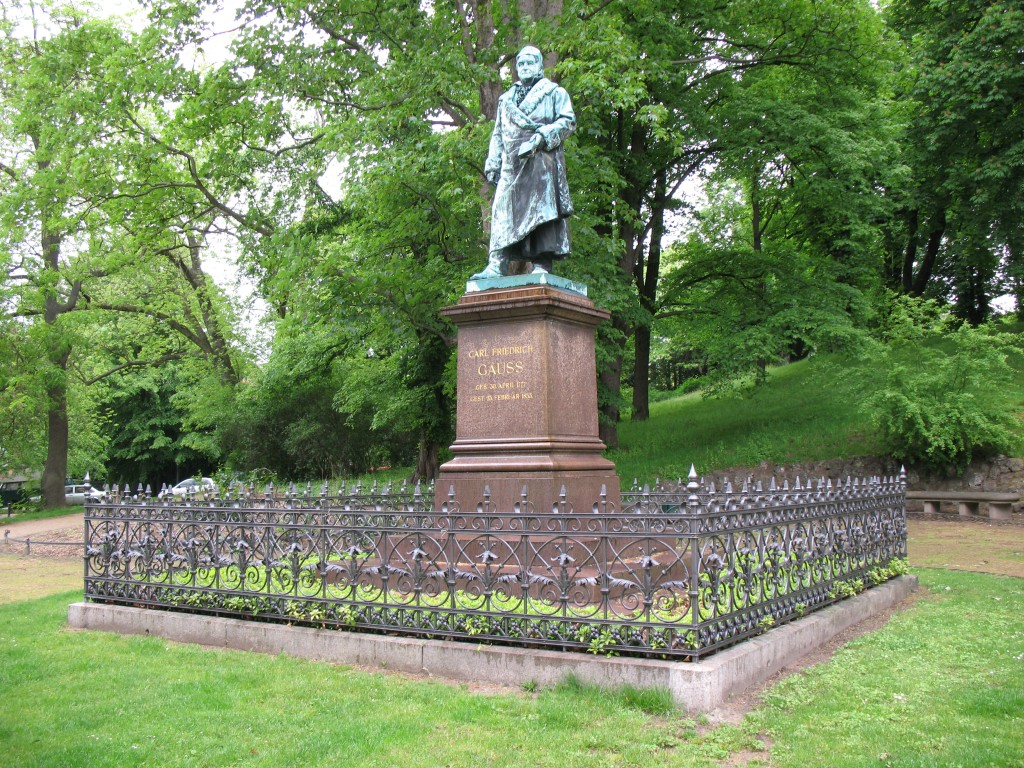
Standbeeld van Gauss in zijn geboorteplaats Braunschweig

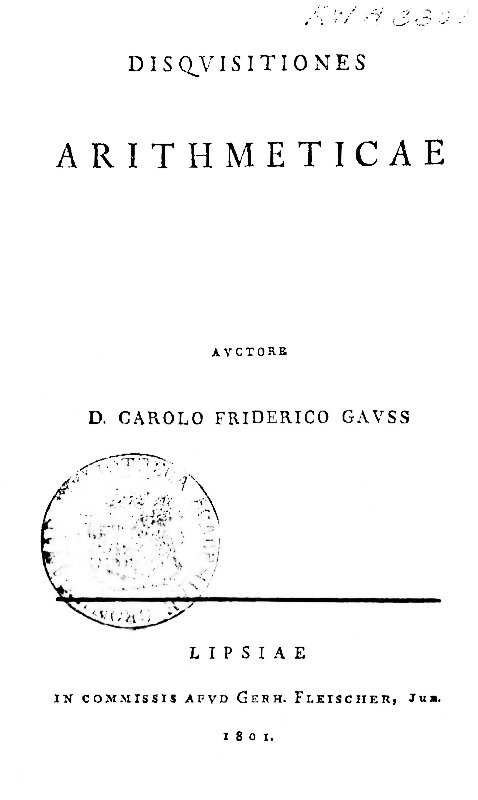
Titelpagina van Gauss' Disquisitiones Arithmeticae

Carl Friedrich Gauss (oorspronkelijk Gauß; Brunswijk, 30 april 1777 – Göttingen, 23 februari 1855) was een Duits wiskundige en natuurkundige, die een zeer belangrijke bijdrage heeft geleverd aan een groot aantal deelgebieden van de wiskunde en de exacte wetenschappen, waaronder de getaltheorie, statistiek, analyse, differentiaalmeetkunde, geodesie, elektrostatica, astronomie en de optica.
Gauss had een opmerkelijke invloed op vele deelgebieden binnen zowel de wiskunde als andere exacte wetenschappen. Hij wordt soms de prins der wiskunde genoemd. Gauss wordt gezien als een van de meest invloedrijke wiskundigen uit de geschiedenis. Gauss refereerde aan de wiskunde als "de koningin van de wetenschappen".
Al vroeg gaf hij blijk van grote aanleg op het gebied van rekenen en later wiskunde. Zijn eerste baanbrekende wiskundige ontdekkingen deed hij al toen hij nog een tiener was. Zijn hoofdwerk, de Disquisitiones Arithmeticae, voltooide hij in 1798, op 21-jarige leeftijd. Dit werk was van fundamenteel belang voor de getaltheorie en geldt tot op de huidige dag als een van de basiswerken van de moderne wiskunde.

## Leven

### Vroege jaren (1777–1801) – jeugd, opleiding, zeventienhoek en getaltheorie
Carl Friedrich Gauss werd geboren in Braunschweig, in het Vorstendom Brunswijk-Wolfenbüttel, dat nu deel uitmaakt van Nedersaksen. Hij was de enige zoon in een arbeidersgezin. Hij werd gedoopt en gevormd in een kerk in de buurt van de school, waar hij als kind op had gezeten.
Aangezien zijn vader wilde dat zijn zoon in zijn voetsporen zou volgen en metselaar zou worden, was hij er geen voorstander van dat Gauss geschoold werd in de wiskunde en natuurkunde. Gauss werd bij zijn inspanningen voornamelijk door zijn moeder ondersteund. Door zijn reeds op jeugdige leeftijd gevestigde reputatie kende hertog Karel Willem Ferdinand Gauss een beurs toe voor het Collegium Carolinum, nu de Technische Universiteit Braunschweig, waar hij van 1792 tot 1795 lessen volgde. Daarna studeerde hij van 1795 tot 1798 aan de Universiteit van Göttingen.
Terwijl hij nog op de universiteit zat, herontdekte Gauss, onafhankelijk van anderen, een aantal belangrijke stellingen. Zijn doorbraak kwam in 1796, toen hij erin slaagde aan te tonen dat een regelmatige n-hoek, waarbij n gelijk is aan een fermat-priemgetal, kan worden geconstrueerd met behulp van passer en liniaal. Hetzelfde geldt ook voor n-hoeken waar n gelijk is aan het product van een fermatgetal en een macht van 2, dit gaat met Gauss' bewijs mee. Het was een grote ontdekking in een belangrijke tak van de wiskunde. Constructies met passer en liniaal hielden wiskundigen reeds bezig sinds de dagen van de oude Grieken. Deze ontdekking heeft er uiteindelijk voor gezorgd dat Gauss een carrièrekeuze maakte voor de wiskunde en niet voor de filologie. Gauss was zo tevreden met dit resultaat dat hij verzocht om een zeventienhoek aan te brengen op zijn grafsteen. De steenhouwer gaf echter aan dat deze moeilijke constructie te veel op een cirkel zou lijken en wees het verzoek af.
Het jaar 1796 was zowel voor Gauss als de getaltheorie een zeer productief jaar. Behalve de constructie van de zeventienhoek op 30 maart vond hij het modulair rekenen uit. Door  gebruik te maken van modulair rekenen kunnen sommige berekeningen in de getaltheorie worden vereenvoudigd. Op 9 april publiceerde hij als eerste de wet van de kwadratische reciprociteit. Deze opmerkelijke algemene wet stelt wiskundigen in de gelegenheid om de oplosbaarheid van een kwadratische vergelijking te bepalen met behulp van modulair rekenen. Op 31 mei formuleerde hij het vermoeden voor de latere priemgetalstelling. Deze stelling geeft een goed inzicht hoe de priemgetallen zijn verdeeld over de gehele getallen. Op 10 juli ontdekte Gauss dat ieder positief geheel getal kan worden weergegeven als een som van ten hoogste drie driehoeksgetallen, waarna hij vervolgens in zijn dagboek in navolging van Archimedes de beroemde woorden: "Eureka! num = {\displaystyle \Delta +\Delta +\Delta }" noteerde. Op 1 oktober ten slotte publiceerde hij een resultaat met betrekking tot het aantal oplossingen van polynomen met coëfficiënten in eindige velden (lichamen), wat uiteindelijk 150 jaar later heeft geleid tot de vermoedens van Weil.
In 1799 bewees Gauss, bij het behalen van zijn doctoraat in absentia, in zijn proefschrift Een nieuw bewijs van de stelling dat elke geheeltallige rationele algebraïsche functie van een variabele kan worden opgelost in reële factoren van de eerste of tweede graad, de hoofdstelling van de algebra, waarin wordt gesteld dat elke niet-constante enkelvoudige variabele polynoom over de complexe getallen ten minste één nulpunt heeft. Diverse wiskundigen, waaronder Jean le Rond d'Alembert hadden voor hem al onjuiste bewijzen geleverd en Gauss geeft in zijn proefschrift een kritiek op het werk van d'Alembert. Ironisch genoeg is Gauss' eigen bewijs van de hoofdstelling van de algebra, naar moderne maatstaven gemeten, ook niet aanvaardbaar, omdat impliciet gebruik wordt gemaakt van de stelling van Jordan. In latere jaren kwam Gauss echter met drie andere bewijzen, waarvan het laatste uit 1849 algemeen als sluitend wordt beschouwd. Het concept van de complexe getallen werd door deze bewijzen van de hoofdstelling in hoge mate verduidelijkt.
Gauss leverde in 1801 met zijn boek Disquisitiones arithmeticae, (Latijn: Rekenkundige onderzoekingen), een zeer belangrijke bijdrage aan de getaltheorie. In dit boek resumeerde hij zijn eerdere onderzoekingen, gaf hij een uiteenzetting van het modulair rekenen en bewees hij de wet van de kwadratische reciprociteit.

### Vroege volwassenheid (1801–1817) – astronomie

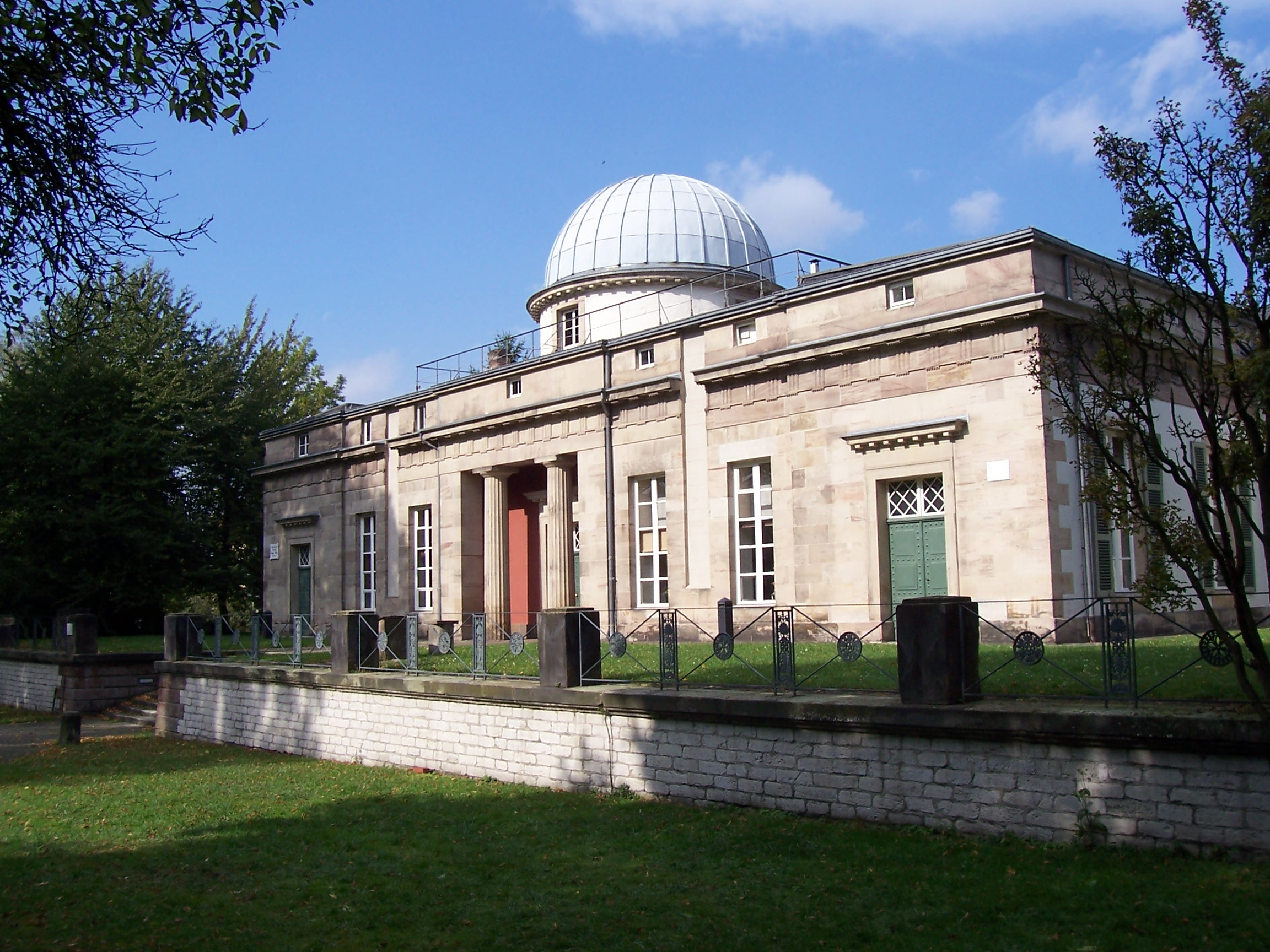
Sterrenwacht Göttingen

In 1801 ontdekte de Italiaanse astronoom Giuseppe Piazzi de dwergplaneet Ceres, maar hij kon zijn ontdekking slechts een korte periode volgen. Gauss gaf een voorspelling waar Ceres kon worden teruggevonden, en op basis van deze voorspelling vonden op 31 december 1801 Franz Xaver von Zach in Gotha, en een dag later Heinrich Olbers in Bremen de planetoïde inderdaad terug. Zach merkte op dat "zonder het intelligente werk en de berekeningen van dr. Gauss wij Ceres mogelijk niet hadden gevonden." Hoewel Gauss tot op dat punt nog steeds ondersteund werd door een toelage van de Hertog, had hij, nu hij geen student meer was, zijn twijfels over de duurzaamheid van deze regeling, ook geloofde hij niet dat zuivere wiskunde als belangrijk genoeg werd gezien om steun te verdienen. Op basis van deze overwegingen zocht hij nu een positie in de sterrenkunde. Dat lukte in 1807: hij werd benoemd tot hoogleraar sterrenkunde en directeur van het oude astronomisch observatorium in Göttingen, een functie die hij voor de rest van zijn leven zou bekleden.

De ontdekking van Ceres door Piazzi op 1 januari 1801 heeft Gauss aangezet tot zijn werk over een theorie van de beweging van planetoïden, waarbij hij rekening hield met de  verstoring door grote planeten. Dit resulteerde in 1809 in een publicatie onder de naam Theoria motus corporum coelestium in sectionibus conicis solem ambientum (theorie van de beweging van de hemellichamen zoals deze in kegelsneden rond de zon bewegen). Piazzi was slechts in staat geweest Ceres een paar maanden, ongeveer drie graden in de nachtelijke hemel te volgen. Daarna verdween Ceres tijdelijk achter de zon. Enkele maanden later, toen Ceres weer achter de zon vandaan zou moeten komen, kon Piazzi Ceres echter niet meer vinden. Het wiskundige gereedschap van die tijd was niet in staat een positie uit een zo geringe hoeveelheid data-elementen te extrapoleren. De geobserveerde drie graden vertegenwoordigen minder dan 1% van de totale omloopbaan van Ceres.

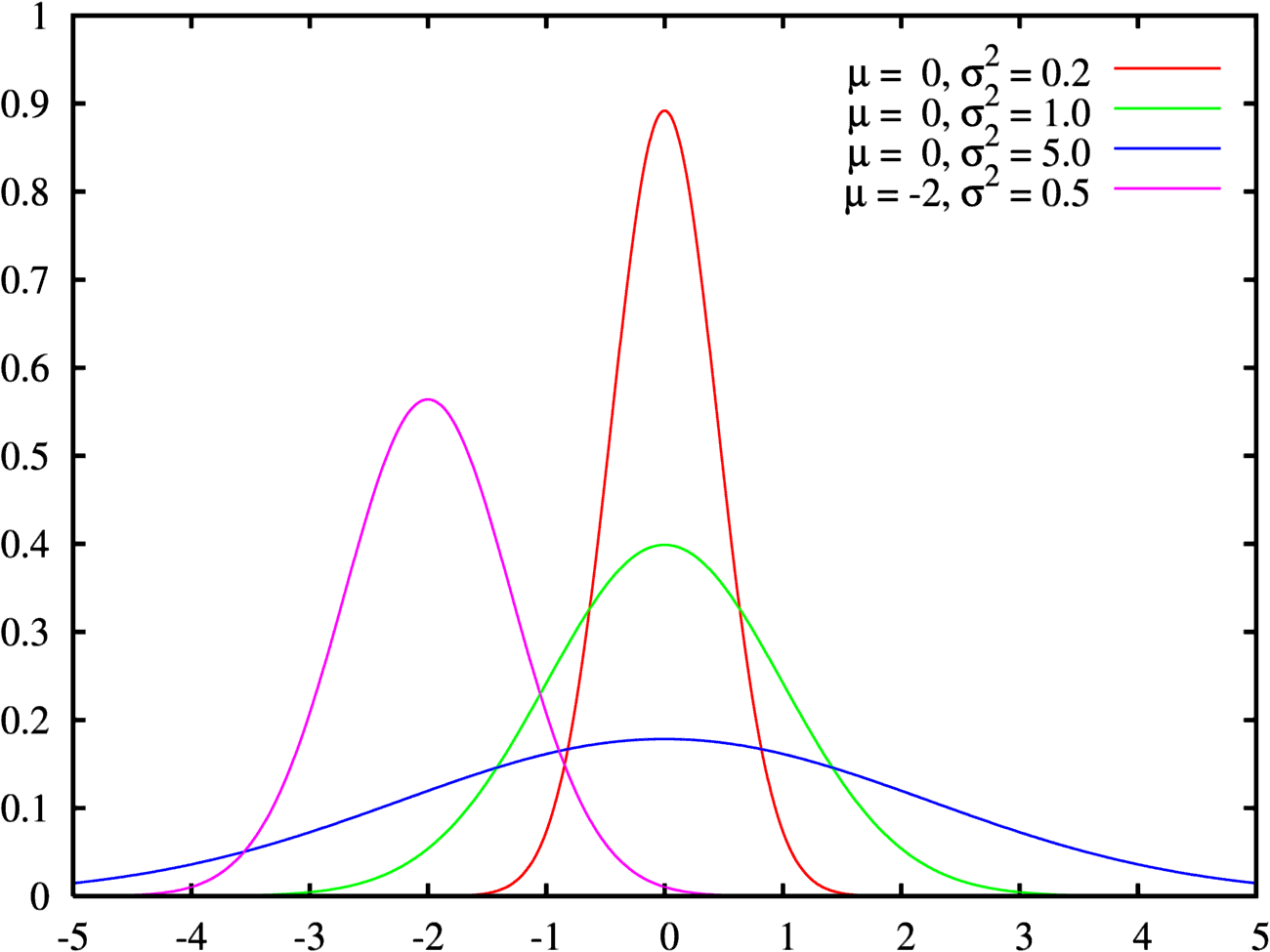
Vier normale verdelingen in statistieken

Gauss, op dat moment 23, hoorde van dit probleem en begon eraan te werken. Na drie maanden van intensieve arbeid voorspelde hij in december 1801 – ongeveer een jaar na de eerste waarneming – een positie voor Ceres en zijn voorspelling bleek tot op een halve graad nauwkeurig te zijn. In zijn oplossing stroomlijnde hij de lastige 18e-eeuwse wiskunde voor de voorspelling van omloopbanen op zodanige wijze dat het werk dat hij enige jaren publiceerde als de Theorie van de beweging van hemellichamen gedurende lange tijd een hoeksteen voor astronomische berekeningen bleef. In dit werk introduceerde Gauss de Gaussiaanse zwaartekrachtconstante en gaf hij een zeer invloedrijke uiteenzetting over de methode van de kleinste kwadraten, een methode die tot op de huidige dag in tal van wetenschappen wordt gebruikt om de impact van meetfouten te minimaliseren. Gauss gaf in 1809 een bewijs voor de methode van de kleinste kwadraten; hij ging daarbij uit van normaal verdeelde fouten (zie stelling van Gauss-Markov), De methode was in 1805 al eerder beschreven door Adrien-Marie Legendre, maar Gauss beweerde dat hij al sinds 1795 gebruikmaakte van de methode van de kleinste kwadraten.
Na zijn benoeming hield hij zich bezig met de verdere bouw van het nieuwe observatorium dat in 1816 gereed was. Gauss publiceerde intussen boeken over sterrenkunde, maar ook over wiskundige onderwerpen zoals rijen, reeksen en kansverdelingen.

### Middelbare leeftijd (1817–1831) - Landmetingen en niet-Euclidische wiskunde

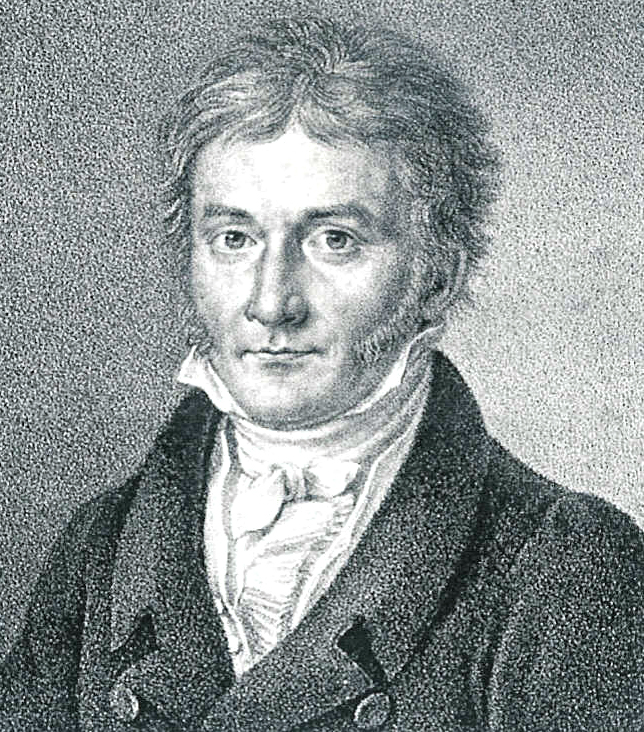
Portret van Gauss gepubliceerd in de Astronomische Nachrichten in 1828
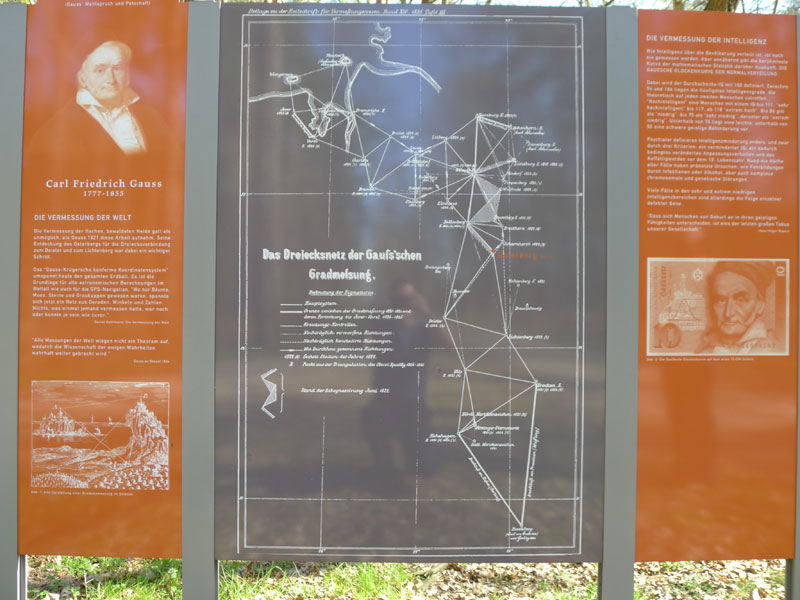
Meetpunt Garßen bij Celle

Vanaf 1818 voerde Gauss op verzoek van de regering een uitgebreid landmeetkundig onderzoek uit in het Koninkrijk Hannover. Hierbij sloot hij aan op eerder Deense onderzoekingen. Als een hulpmiddel bij dit onderzoek vond Gauss de heliotroop uit, een instrument dat gebruikmaakt van een spiegel om zonlicht over grote afstanden te weerkaatsen. De heliotroop wordt gebruikt om nauwkeurig posities te kunnen meten.
In 1820 was Gauss de eerste wetenschapper die een concreet plan presenteerde om contact te maken met buitenaards leven. Hij stelde voor om een immens grote rechthoekige driehoek uit te graven in een Siberisch dennenbos, met langs elke zijde een vierkant. De greppels dienden opgevuld te worden met tarwe, zodat er een monument voor de Stelling van Pythagoras ontstond dat groot genoeg was om vanuit de ruimte te zien.
Gauss beweerde ook de mogelijkheid van een niet-Euclidische meetkunde te hebben ontdekt. Hij heeft hier echter nooit over gepubliceerd. Deze ontdekking betekende een belangrijke paradigma-verschuiving in de wiskunde, aangezien deze ontwikkeling wiskundigen bevrijdde van het onjuiste geloof dat de postulaten van Euclides de enige manier waren om de meetkunde consistent en niet tegenstrijdig te maken. Onderzoek naar niet-Euclidische meetkunden heeft onder andere geleid tot Einsteins algemene relativiteitstheorie, waarin het heelal als niet-Euclidisch wordt beschreven. Gauss zijn studievriend Farkas Bolyai, met wie Gauss als student "broederschap onder de banier van de waarheid" had gezworen, probeerde vele jaren tevergeefs om het parallellenpostulaat van Euclides uit de andere axioma's van de meetkunde te bewijzen. Bolyais zoon, János Bolyai, ontdekte in 1829 de niet-Euclidische meetkunde (Nikolaj Lobatsjevski had dit onafhankelijk van Bolyai in 1826 ook al gedaan); zijn werk werd gepubliceerd in 1832. Na het zien van dit werk schreef Gauss aan Farkas Bolyai: "Dit werk te prijzen zou neerkomen op lof voor mezelf. Dit omdat de gehele inhoud van het werk ... bijna precies samenvalt met mijn eigen bespiegelingen over dit onderwerp gedurende de afgelopen dertig of vijfendertig jaar."
Deze onbewezen verklaring legde een druk op zijn relatie met János Bolyai (die Gauss verdacht van het “stelen” van zijn idee), maar wordt nu algemeen voor waar aangenomen. In brieven van Gauss uit jaren van voor 1829 bespreekt hij het probleem van de parallelle lijnen. Waldo Dunnington, een levenslange bestudeerder van het werk van Gauss, bewees in zijn boek Gauss, Titan of Science dat Gauss in het volledige bezit was van de niet-Euclidische meetkunde, lang voordat János Bolya zijn werk in 1829 publiceerde. Gauss durfde echter niet tot publicatie over te gaan omdat hij geen zin had in de verwachte controverse.
Het landmeetkundig onderzoek in Hannover wakkerde Gauss belangstelling voor de differentiaalmeetkunde aan, een onderdeel van de wiskunde dat zich bezighoudt met krommen en oppervlakken. Hij vond onder ander de notie van de Gaussiaanse kromming. In 1828 kwam hij met een belangrijke stelling, het zogenaamde Theorema egregium (Latijn: opmerkelijke stelling). In deze stelling wordt een belangrijke eigenschap van het begrip kromming gedefinieerd. Informeel zegt de stelling dat de kromming van een oppervlak in zijn geheel kan worden bepaald door het meten van hoeken en afstanden op het oppervlak. Dat wil zeggen dat de kromming onafhankelijk is van hoe dit oppervlak is ingebed in de 2-dimensionale of 3-dimensionale ruimte.

### Latere jaren en dood (1831–1855) - Magnetisme

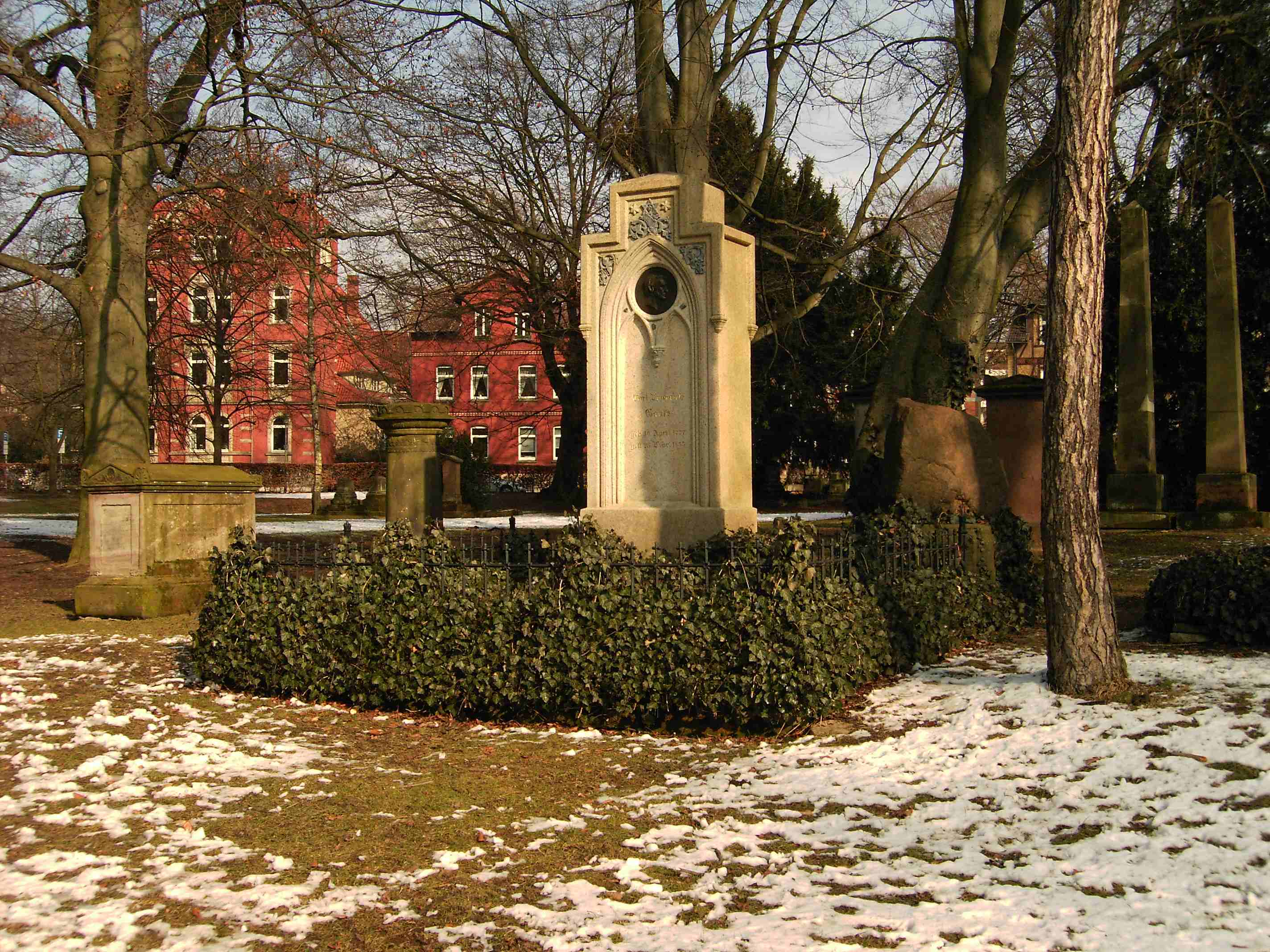
Graf van Gauss op het Albanifriedhof in Göttingen

In 1831 begon Gauss een vruchtbare samenwerking met de hoogleraar in de natuurkunde Wilhelm Weber. Deze samenwerking leidde tot nieuwe kennis over  magnetisme (met inbegrip van het vinden van een weergave van de eenheid van magnetisme in termen van massa, lengte en tijd) en de ontdekking van de Wetten van Kirchhoff in de elektriciteit. Samen construeerden zij in 1833 de eerste elektromagnetische telegraaf, die het astronomisch observatorium, waar Gauss woonde, verbond met het instituut voor de natuurkunde in Göttingen. Gauss gaf opdracht om in de tuin van het observatorium een magnetisch observatorium te bouwen. Samen met Weber richtte hij de zogenaamde magnetische vereniging op, die er naar streefde om metingen aan het aardmagnetisch veld in vele regio's van de wereld uit te voeren, onder andere om meer duidelijkheid te krijgen over de afwijking van de magnetische polen en de geografische polen.
Hij ontwikkelde een methode om de horizontale intensiteit van het magnetisch veld te meten die tot in de tweede helft van de 20e eeuw in gebruik bleef. Verder werkte hij de wiskundige theorie uit, waar hij de drie afzonderlijke componenten, de kern van de aarde, de aardkorst en de magnetosfeer, die bijdragen aan het aardmagnetisch veld, van elkaar onderscheidde. Nadat Weber Göttingen in 1843 had verlaten, namen de wetenschappelijke activiteiten van Gauss af.
In 1838 kreeg hij de Copley Medal. In 1849 vierde hij zijn vijftigjarig jubileum. Daarna werd zijn gezondheid minder. Gauss overleed in 1855 in Göttingen en ligt aldaar begraven op de begraafplaats, Albanifriedhof. Op zijn begrafenis spraken twee personen; zijn schoonzoon, Heinrich Ewald en Wolfgang Sartorius von Waltershausen, een goede vriend en later zijn biograaf.

## Wetenschappelijk werk
Hij leverde als eerste een sluitend bewijs van de hoofdstelling van de algebra. Hij bedacht de kwadratuurformule van Gauss om een integraal op de beste manier te benaderen. Hij was de grondlegger van de modulusrekening. Hij leverde zo een formule om de datum van Pasen te berekenen uit het jaartal. Hij bewees ook het lemma van Gauss. Hij bewees in 1796 als eerste de wet van de kwadratische wederkerigheid, die in 1783 door Leonhard Euler was opgesteld. Hij bedacht het gaussveld van complexe getallen x +dy waarin d de vierkantswortel van −1, −2, −3, −7, −11, −19, −43, −67 of −163 voorstelt en x en y rationale getallen, dus breuken. In dit veld onderzocht hij de gaussiaanse priemgetallen. De normale verdeling uit de kansrekening wordt ook wel gaussverdeling of gaussische verdeling genoemd. De grafiek van de normale verdeling wordt ook aangeduid als gausscurve of klok van Gauss. De stelling van Gauss is belangrijk voor de wiskundige onderbouwing van de natuurkunde, met name de elektrostatica en de hydrodynamica. Naar Gauss is ook een – inmiddels verouderde – eenheid van magnetische fluxdichtheid genoemd, de gauss. De nieuwe eenheid is de tesla, genoemd naar de elektrotechnicus en uitvinder Nikola Tesla, waarbij 1 gauss gelijk is aan 10−4 tesla.

## Anekdotes
Over de markante persoonlijkheid van Gauss zijn door de jaren heen verscheidene anekdotes bewaard gebleven. 
- Op 3-jarige leeftijd zou hij een rekenfout van zijn vader hebben verbeterd, toen deze bezig was zijn financiën bij te werken.
- Een andere beroemde anekdote, die zich tijdens het vertellen steeds verder heeft ontwikkeld, stelt dat zijn leraar op de basisschool, J.G. Büttner, zijn leerlingen een tijdje bezig wilde houden door hen de gehele getallen van 1 tot en met 100 te laten optellen. De jonge Gauss zou het juiste antwoord echter binnen een paar seconden hebben gegeven, dit tot verbazing van zijn leraar en diens assistent Martin Bartels. Gauss besefte, ervan uitgaand dat de op te tellen gehele getallen van 1 tot en met 100 liepen, dat paarsgewijze optelling van "tegenoverliggende" termen identieke tussenresultaten oplevert: 1 + 100 = 101, 2 + 99 = 101, 3 + 98 = 101, enzovoort, de totale som bedraagt dan 50 × 101 = 5050 (zie rekenkundige rij en sommatie).[8] Hoewel deze methode zeker werkt, is het verhaal waarschijnlijk apocrief. Sommigen, zoals Joseph Rotman in zijn boek A first course in Abstract Algebra (Een eerste cursus in de abstracte algebra), betwijfelen of het echt zo gebeurd is. Wel kreeg deze oplossingsmethode voor het optellen van opeenvolgende gehele getallen de naam somformule van Gauss.
- Op het eerste tentamen dat hij organiseerde, slaagde maar één student: August Ferdinand Möbius. Gauss stond later ook in voor de opleiding van wiskundigen zoals Riemann.
- Gauss was een rekenwonder. Toen hem, naar verluidt, gevraagd werd hoe hij de baan van Ceres met een dergelijke nauwkeurigheid had kunnen voorspellen, antwoordde hij, "ik gebruikte logaritmen." De vraagsteller wilde vervolgens weten hoe hij zoveel getallen in de tabellen zo snel had kunnen opzoeken. "Opzoeken?" antwoordde Gauss: "Wie moet ze opzoeken? Ik bereken ze in mijn hoofd."

In 2006 was het boek Die Vermessung der Welt, geschreven door de Duitse auteur Daniel Kehlmann, het best verkochte boek in Duitsland. Het gaat over Gauss en over diens tijdgenoot, de wereldreiziger Alexander von Humboldt. Het is in het Nederlands vertaald als Het meten van de wereld.